# Geirþjófur Valþjófsson
Geirþjófur Valþjófsson (Geirthjófur Valthjófssonn, n. 875) fue uno de los más prósperos colonos vikingos procedentes de Noruega que se asentaron en Islandia en el siglo IX. Sus enormes propiedades se extendían por diversos territorios: Suðurfirðir, Arnarfjarður, Fossfjörður, Reykjarfjörður, Trostansfjörður y Geirþjófsfjörður.
Casó con Valgerður  hija de Úlfur skjálgi Högnason uno de los hombres que acompañaron a Geirmundur heljarskinn Hjörsson en su migración a Islandia tras la derrota en la batalla de Hafrsfjord. Se le considera el patriarca del clan familiar de los Seldælir.